# A Guarda
A Guarda è un comune spagnolo di 9 835 abitanti situato nella provincia di Pontevedra, nella comunità autonoma della Galizia. Tra i resti archeologici è da citare il villaggio celtico di Castro de Santa Tegra risalente al I secolo a.C. e situato in posizione strategica vicino al confine con il Portogallo.

## Altri progetti

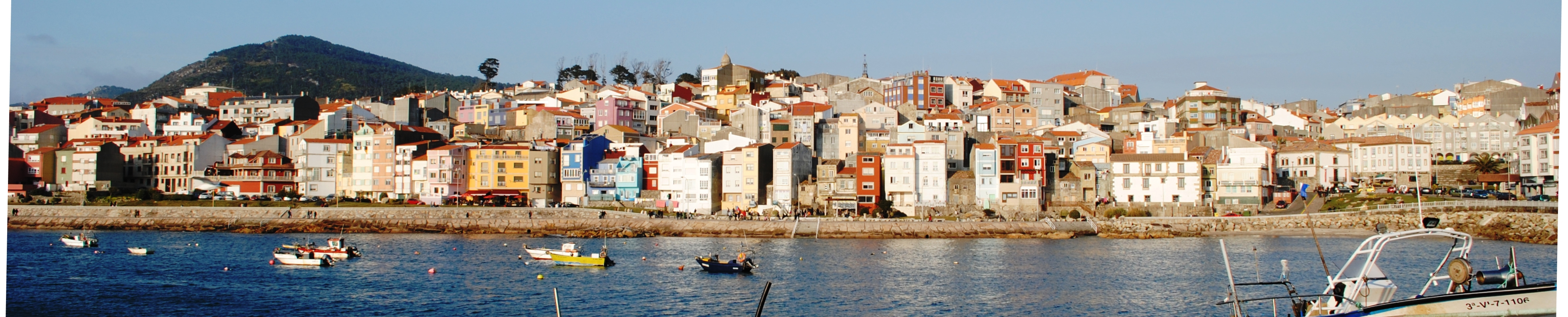
Vista panoramica di A Guarda

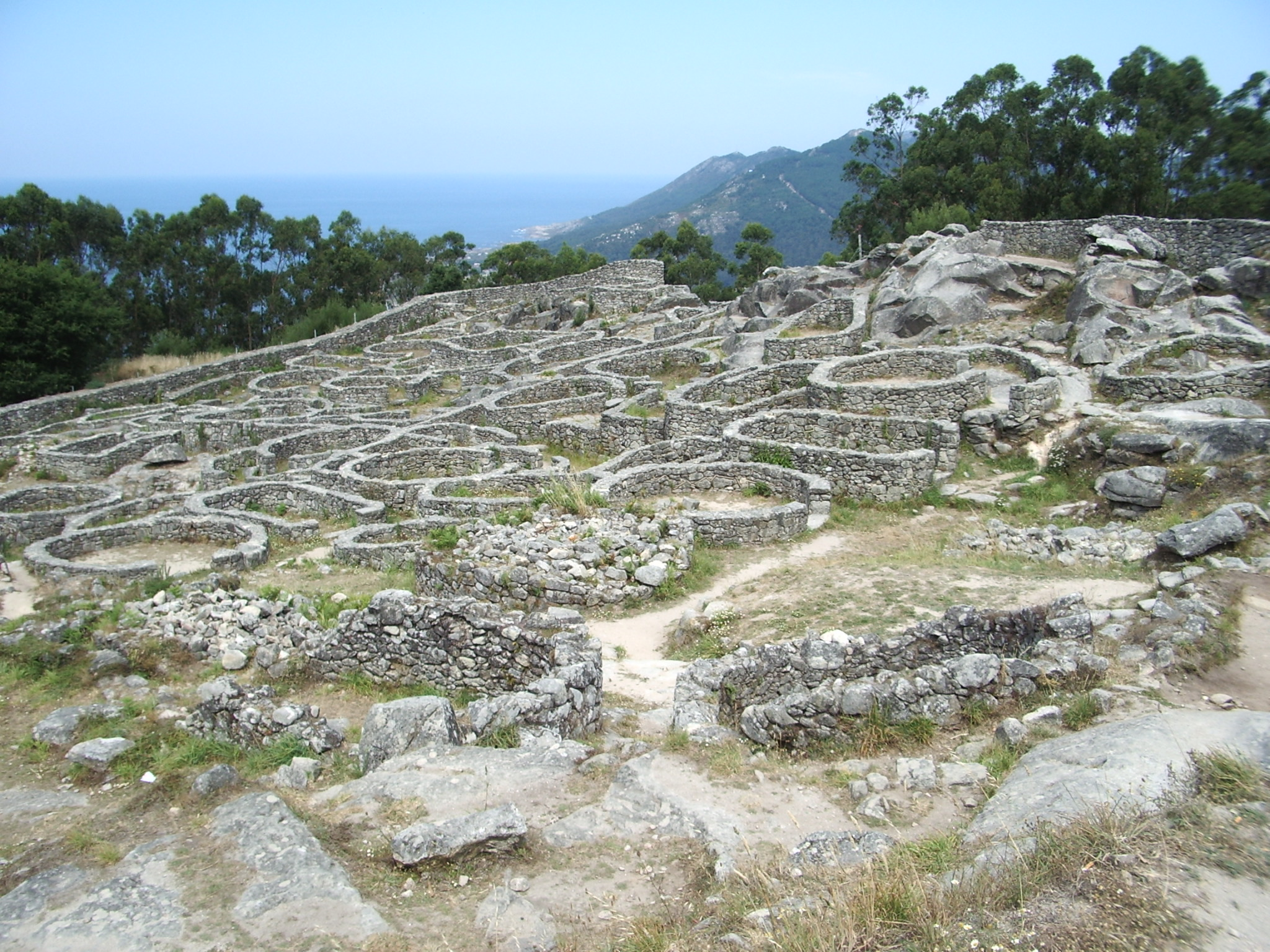
Villaggio celtico di Castro de Santa Trega.